# Tetsuya Kanno
Tetsuya Kanno (菅野 哲也 Kanno Tetsuya?), född 30 augusti 1989 i Chiba prefektur, är en japansk fotbollsspelare.
Kanno började sin karriär 2008 i Shonan Bellmare. Efter Shonan Bellmare spelade han för Zweigen Kanazawa, SC Sagamihara och AC Nagano Parceiro.